# Момјан
Момјан (итал. Momiano) је насељено место у Републици Хрватској у Истарској жупанији. Административно је у саставу Града Буја.

## Географски положај
Момјан се налази у контененталном делу истарског полуострва, на брду Свети Мауро и надморској висини од 270 метара. Од мора, односно умашке и новиградске ривијере удаљен је 18 километара.
Подељен је на Горњи и Доњи Момјан. У Доњем Момјану налази се црква св. Мартина из XV века са звоником високим 24 метра. Са западне стране цркве, на стени, су остаци старог дворца за који су везани важни догађаји из прошлости северне Истре.
Момјан се први пут помиње 1035. године, а његов каштел је погинут у XIII веку. Каштел је 1548. купио витез Симоне Рота чија је породица у њему живела до 1835. године. Од када су напустили каштел препуштен је пропадању.
Због повољне климе и изузетно погодног земљишта узгаја се винова лоза, маслине и воће. У виноградима се, осим малвазије, производи се и момјански мушкат високог квалитета, познато и цењено пиће још на дворовима Италије и Беча.
Околина је богата ловном фауном — фазани, срне, вепрови као и остале животиње и велики број заштићених и незаштићених птица певачица, што даје основ за развој ловног туризма.

## Становништво
На попису становништва 2011. године, Момјан је имао 283 становника.
Према попису становништва из 2001. године у насељу Момјан живело је 289 становника који су живели у 93 породична домаћинства.
Кретање броја становника по пописима 1857—2001.
| година пописа  | 1857. | 1869. | 1880. | 1890. | 1900. | 1910. | 1921. | 1931. | 1948. | 1953. | 1961. | 1971. | 1981. | 1991. | 2001. | 2001. |
| бр. становника | 801   | 848   | 954   | 995   | 1060  | 1065  | 1075  | 1041  | 709   | 431   | 386   | 268   | 255   | 284   | 289   | 283   |

Напомена:До 1991. исказује се под именом Каршете. У 1857, 1869, 1921. и 1931. садржи податке за насеље Гамбоци. 

## Попис1991.
На попису становништва 1991. године, насељено место Момјан је имало 284 становника, следећег националног састава:
| Попис 1991.‍  | Попис 1991.‍  | Попис 1991.‍ | Попис 1991.‍ | Попис 1991.‍ |
| ------------ | ------------ | ----------- | ----------- | ----------- |
|              |              |             |             |             |
| Италијани    | Италијани    |             | 133         | 46,83%      |
| Хрвати       | Хрвати       |             | 61          | 21,47%      |
| Југословени  | Југословени  |             | 7           | 2,46%       |
| Срби         | Срби         |             | 6           | 2,11%       |
| Мађари       | Мађари       |             | 4           | 1,40%       |
| Словенци     | Словенци     |             | 3           | 1,05%       |
| Муслимани    | Муслимани    |             | 2           | 0,70%       |
| Немци        | Немци        |             | 2           | 0,70%       |
| неопредељени | неопредељени |             | 21          | 7,39%       |
| регион. опр. | регион. опр. |             | 44          | 15,49%      |
| непознато    | непознато    |             | 1           | 0,35%       |
| укупно: 284  |              |             |             |             |